# Авелин, Жан-Марк
Жан-Марк Ноэль Авелин (фр. Jean-Marc Noël Aveline; род. 26 декабря 1958, Сиди-Бель-Аббес, Французский Алжир) — французский кардинал. Титулярный епископ Симидикки и вспомогательный епископ Марселя с 19 декабря 2013 по 8 августа 2019. Архиепископ Марселя с 8 августа 2019. Кардинал-священник с титулом церкви Санта-Мария-деи-Монти с 27 августа 2022.